# Abele Spur
L'Abele Spur (in lingua inglese: Sperone Abele) è uno sperone roccioso che scende in direzione ovest dal Monte Lechner verso gli Herring Nunataks, nel Forrestal Range dei Monti Pensacola, in Antartide. 
La denominazione è stata assegnata dall'Advisory Committee on Antarctic Names (US-ACAN) su suggerimento del geologo Arthur B. Ford, in onore di Gunars Abele, ingegnere civile che prese parte alla campagna di rilevazioni del 1973-74 condotta in quest'area dal Cold Regions Research and Engineering Laboratory (CRREL) dell'United States Antarctic Program (USARP).